# Anna Piotrowska
Anna Piotrowska (ur. 11 maja 1927 w Łodzi, zm. 29 stycznia 2009) – polska sędzia, posłanka na Sejm PRL III kadencji.

## Życiorys
Uzyskała wykształcenie wyższe, została sędzią Sądu Powiatowego w Zgorzelcu. Była członkinią Polskiej Zjednoczonej Partii Robotniczej, w 1961 uzyskała mandat posłanki na Sejm PRL z okręgu Jelenia Góra. W parlamencie zasiadała w Komisji Wymiaru Sprawiedliwości.
Została pochowana na cmentarzu komunalnym w Zielonej Górze.